# Platanthera japonica
Platanthera japonica är en orkidéart som först beskrevs av Carl Peter Thunberg, och fick sitt nu gällande namn av John Lindley. Platanthera japonica ingår i släktet nattvioler, och familjen orkidéer. Inga underarter finns listade i Catalogue of Life.